# Heinrich Friedrich Krauß
Heinrich Friedrich Krauß, ab 1844 von Krauß, (* 2. oder 20. Juli 1775 in Ingelfingen; † nach 1844) war ein deutscher Verwaltungsjurist.

## Leben
Der Sohn eines hohenlohischen Geheimen Hofrats studierte ab 1794 Rechtswissenschaften an den Universitäten Erlangen und Jena und wurde 1797 Advokat bei der hohenlohischen Regierung in Ingelfingen. Bis 1805 Stand er im Dienst der Fürsten von Hohenlohe, zuerst als Sekretär, dann als Assessor, Regierungs- und Konsistorialrat. 1805 war er hohenlohischer Justizbeamter in Michelbach am Wald. Nach der Mediatisierung der hohenlohischen Fürstentümer wurde Krauß in den württembergischen Staatsdienst übernommen. Er wurde 1809 Unteramtmann in Schramberg, 1810 Oberamtmann des Oberamts Rottweil, 1813 Oberamtmann des Oberamts Backnang, 1819 Oberamtmann des Oberamts Maulbronn und 1838 Oberamtmann des Oberamts Leonberg. 1844 trat er in den Ruhestand.

## Auszeichnungen
- 1844: Ritterkreuz des Ordens der Württembergischen Krone, welches mit dem persönlichen Adelstitel (Nobilitierung) verbunden war.